# Anke Vondung

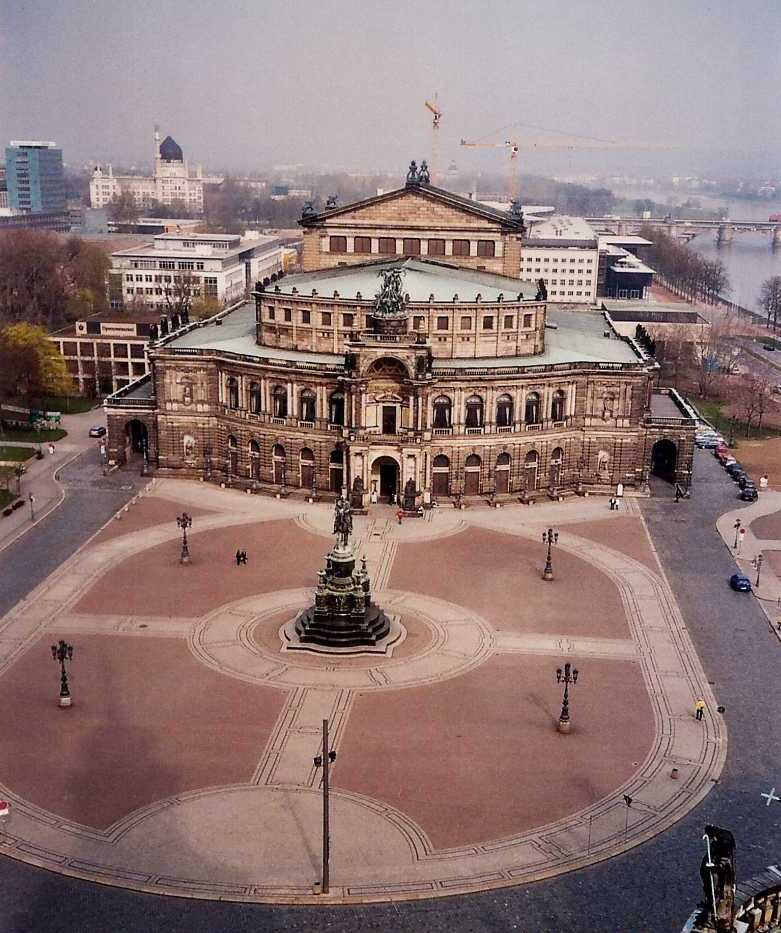
La Semperoper de Dresde, de la que Anke Vondung fue miembro al empezar su carrera.

Anke Vondung, nacida en 1972 en Espira, Renania-Palatinado, es una mezzo-soprano alemana, que canta ópera y lieder. Ella vive en Dresde y fue miembro de la Ópera Estatal de Dresde de 2003 a 2006, con el que también se mantiene en estrecho contacto.

## Formación
Estudió piano en Mannheim antes de estudiar con el profesor Rudolf Piernay, a partir de 1994. Estudió también con Renato Capecchi, Julia Hamari, Brigitte Fassbaender, o Dietrich Fischer-Dieskau.

## Carrera
Después de su inicio en 1999 en el Tiroler Landestheater en Innsbruck, hizo su debut en el Théâtre du Châtelet en París en el papel de Hänsel en Hänsel und Gretel, de Humperdinck, y en la Ópera Estatal de Baviera en el papel de Siebel del Fausto de Gounod. Ella también cantó en los Estados Unidos, incluyendo el Metropolitan Opera en 2007, en el papel de Cherubino, en Las bodas de Fígaro. Además de la ópera, canta lieder también, y obras religiosas de Johann Sebastian Bach. Participa en el Festival de Salzburgo de 2002. Entre los papeles que canta regularmente, hay  Carmen (en la ópera de Bizet del mismo nombre), Dorabella (Cosi fan tutte de Mozart), Cherubino (Las bodas de Fígaro), o Annio (en La clemenza de Tito).

## Discografía
Su discografía incluye una docena de títulos, sobre todo con BBC / Opus Arte, Harmonia Mundi y Farao, que incluyen:
- Cantatas BWV 34, BWV 69a, BWV 232, BWV 244, BWV 245 (extractos) de Johann Sebastian Bach, bajo la dirección de Helmuth Rilling.
- Pasión según San Mateo de Bach (con Farao).
- Der Rosenkavalier de Richard Strauss (papel de Octavian), con EuroArts, 2008.
- Missa Solemnis de Beethoven (con Farao).
- Così fan tutte (papel de Dorabella, con Miah Persson en él de Fiordiligi), grabado en el Festival de Glyndebourne 2006 (Blu-ray, con Opus Arte).